# Cucullia retecta
Cucullia retecta är en fjärilsart som beskrevs av Rudolf Püngeler 1901. Cucullia retecta ingår i släktet Cucullia och familjen nattflyn. Inga underarter finns listade i Catalogue of Life.